# Барберини
Барберини — могущественное и богатое итальянское семейство, обосновавшееся во Флоренции в XI веке.
В 1564 году Рафаэль Барберини посетил Русское государство в качестве частного человека с рекомендательным письмом от английской королевы Елизаветы к Ивану Васильевичу. В 1623 году один из представителей семейства — Маффео Барберини — взошёл на папский трон под именем Урбана VIII и основал княжескую династию Барберини — представляющую чёрную знать.
С 1624 года мужские представители рода — генуэзские патриции, с 1626 года все члены рода — римские нобили.
Карло (1562—1630), старший брат папы Урбана VIII, с 1623 года — Гонфалоньер Римской Церкви, в 1627 году получил титул герцога ди Монтеротондо (конфискован в 1646 году, восстановлен в 1654 году).
Второй сын Карло, Таддео (1603—1647), в 1630 году получил титулы принца ди Палестрина, герцога ди Негрола, ди Коллальто и ди Монтелибретто и маркиза ди Коресе.
Антонио (1569—1646), Франческо (1597—1679), Антонио (1607—1671), Карло (1630—1704), Франческо (1662—1738) были кардиналами.
Последняя представительница рода, принцесса Корнелия Барберини (1716—1797), вышла замуж за Джулио Чезаре Колонна, принца ди Карбоньяно.
Владения и титулы Барберини перешли к семейству Колонна, одна из младших ветвей которого приняла фамилию Барберини.
Палаццо Барберини, библиотека Барберини и площадь Барберини в Риме остаются свидетельствами величия семьи.

## Представители семейства
- Барберини, Антонио (младший) (1607 — 1671) — итальянский куриальный кардинал, племянник Урбана VIII и Антонио Барберини старшего, брат кардинала Франческо Барберини старшего, дядя кардинала Карло Барберини, внучатый дядя кардинала Франческо Барберини младшего;
- Барберини, Антонио (старший) (1569 — 1646) — итальянский куриальный кардинал, младший брат Урбана VIII, дядя кардиналов Франческо Барберини старшего и Антонио Барберини младшего, внучатый дядя кардинала Карло Барберини, правнучатый дядя кардинала Франческо Барберини младшего;
- Барберини, Бенедетто (1788—1863) — итальянский куриальный кардинал;
- Барберини, Карло (1630 — 1704) — итальянский куриальный кардинал, внучатый племянник Урбана VIII и кардинала Антонио Барберини старшего, племянник кардиналов Франческо Барберини старшего и Антонио Барберини младшего, дядя кардинала Франческо Барберини младшего;
- Барберини, Лукреция (1628 — 1699) — итальянская принцесса, герцогиня Модены и Реджо, внучатая племянница Урбана VIII и кардинала Антонио Барберини;
- Урбан VIII (Маффео Барберини) (1568 — 1644) — папа римский (1623 — 1644), брат Антонио Барберини, дядя кардиналов Франческо Барберини старшего и Антонио Барберини младшего, внучатый дядя кардинала Карло Барберини, правнучатый дядя кардинала Франческо Барберини младшего;
- Барберини, Рафаэль (1532—1582) — итальянский путешественник и торговец, посетивший в 1564 году Россию, дядя Урбана VIII;
- Барберини, Франческо (младший) (1662 — 1738) — итальянский куриальный кардинал, правнучатый племянник Урбана VIII и кардинала Антонио Барберини старшего, внучатый племянник кардиналов Франческо Барберини старшего и Антонио Барберини младшего, племянник кардинала Карло Барберини;
- Барберини, Франческо (старший) (1597 — 1679) — итальянский куриальный кардинал, племянник Урбана VIII, кардинала Антонио Барберини старшего и кардинала Лоренцо Магалотти, брат Антонио Барберини младшего, дядя кардинала Карло Барберини, внучатый дядя кардинала Франческо Барберини младшего.